# Gymnoscyphus ascitus
Gymnoscyphus ascitus is een straalvinnige vissensoort uit de familie van de schildvissen (Gobiesocidae). De wetenschappelijke naam van de soort is voor het eerst geldig gepubliceerd in 1970 door Böhlke & Robins.